# Los Angeles Galaxy 2006
Questa voce raccoglie le informazioni riguardanti il Los Angeles Galaxy nelle competizioni ufficiali della stagione 2006.

## Stagione
Nella stagione 2006, la squadra californiana termina al nono posto la stagione regolare fallendo l'accesso ai play-off. Gioca anche in coppa nazionale arrivando fino in finale ma viene battuta dal Chicago Fire. In Champion's Cup arriva fino ai quarti di finale dove viene eliminata nel doppio confronto dal Saprissa

## Organico
Di seguito la rosa aggiornata al 26 marzo 2006.

### Rosa 2006
| N. |                        | Ruolo | Calciatore                |
| -- | ---------------------- | ----- | ------------------------- |
| 1  | Stati Uniti (bandiera) | P     | Steve Cronin              |
| 2  | Stati Uniti (bandiera) | D     | Todd Dunivant             |
| 3  | Costa Rica (bandiera)  | D     | Michael Umaña             |
| 4  | Stati Uniti (bandiera) | D     | Paul Broome               |
| 5  | Stati Uniti (bandiera) | D     | Chris Albright            |
| 6  | Stati Uniti (bandiera) | D     | Josh Gardner              |
| 7  | Stati Uniti (bandiera) | A     | Jovan Kirovski            |
| 8  | Stati Uniti (bandiera) | C     | Peter Vagenas             |
| 10 | Stati Uniti (bandiera) | C     | Landon Donovan (capitano) |
| 11 | Stati Uniti (bandiera) | C     | Ned Grabavoy              |
| 12 | Stati Uniti (bandiera) | D     | Troy Roberts              |
| 13 | Stati Uniti (bandiera) | A     | Cobi Jones                |
| 14 | Giamaica (bandiera)    | D     | Tyrone Marshall           |
| 15 | Stati Uniti (bandiera) | D     | Ugo Ihemelu               |

| N. |                           | Ruolo | Calciatore         |
| -- | ------------------------- | ----- | ------------------ |
| 16 | Stati Uniti (bandiera)    | A     | Hérculez Gómez     |
| 17 | Guatemala (bandiera)      | C     | Guillermo Ramírez  |
| 18 | Zimbabwe (bandiera)       | C     | Joseph Ngwenya     |
| 19 | Stati Uniti (bandiera)    | C     | Michael Enfield    |
| 21 | Stati Uniti (bandiera)    | A     | Alan Gordon        |
| 22 | Stati Uniti (bandiera)    | P     | Kevin Hartman      |
| 24 | Stati Uniti (bandiera)    | D     | Benjamin Benditson |
| 26 | Zimbabwe (bandiera)       | C     | Mubarike Chisoni   |
| 27 | Austria (bandiera)        | D     | Pablo Chinchilla   |
| 28 | Stati Uniti (bandiera)    | C     | Paulo Nagamura     |
| 29 | Brasile (bandiera)        | A     | Naldo              |
| 99 | Brasile (bandiera)        | C     | Marcelo Saragosa   |
|    | Turks e Caicos (bandiera) | A     | Gavin Glinton      |